# Torbjörn Tännsjö
Torbjörn Tännsjö (født 13. december 1946) er en svensk professor i filosofi. Lige nu er han ansat som professor i praktisk filosofi ved Stockholms universitet, en plads han har haft siden 2002. 
Tännsjö er medlem at rådet for medicinsk etik ved Göteborg Universitet. Han er ligeledes medlem af medicinske komité ved det nationale råd for sundhed og (der varetager opgaver svarende til Etisk Råd i Danmark). 
Tännsjö er en af de få svenske filosoffer der jævnligt gør sig bemærket i den internationale debat. Hans udprægede hedonistisk utilitaristiske synspunkter har, i nogens øjne, gjort ham til en kontroversiel figur, navnlig har han lagt sig ud med det etablerede svenske sundhedsvæsen og de svenske Kristendemokrater.

## Publikationer
- Moral Realism (Savage, N.J.: Rowman and Littlefield, 1990)
- Conservatism for Our Time (London och New York: Routledge, 1990)
- Populist Democracy. A Defence (London och New York: Routledge, 1993)
- Hedonistic Utilitarianism (Edinburgh: Edinburgh University Press, 1998)
- Coercive Care: The Ethics of Choice in Health and Medicine (London and New York: Routledge, 1999)
- Values in Sport: Elitism, Nationalism, Gender Equality and the Scientific Manufacture of Winners (London och New York: E&FN Spon/Routledge, 2000)
- Understanding Ethics: An Introduction to Moral Theory (Edinburgh: Edinburgh University Press, 2002)